# Nuevo Progreso (municipio de Nuevo Laredo, Tamaulipas)
Nuevo Progreso (también conocido como El Progreso) es una localidad rural situada en el municipio de Nuevo Laredo en el estado mexicano de Tamaulipas. Según el censo del INEGI del 2010, Nuevo Progreso tiene una población de 432 habitantes. Está a una altitud de 150 metros sobre el nivel del mar.